# Hohenzollern Typ Victor
Die Tenderlokomotiven Hohenzollern Typ Victor wurden von der Lokomotivfabrik Hohenzollern in Düsseldorf als Industrielokomotiven gebaut. Es ist nicht genau bekannt, wie viele Lokomotiven dieser Type gefertigt wurden. Das älteste bekannte Exemplar der Reihe stammt aus dem Jahr 1875. Der Bau erfolgte bis 1912.
Ihr Einsatzgebiet waren besonders Werkbahnen. Sie waren bis 1970 im Einsatz. Drei Lokomotiven sind 2020 als Ausstellungsstück oder bei Museumsbahnen erhalten.

## Geschichte und Technik

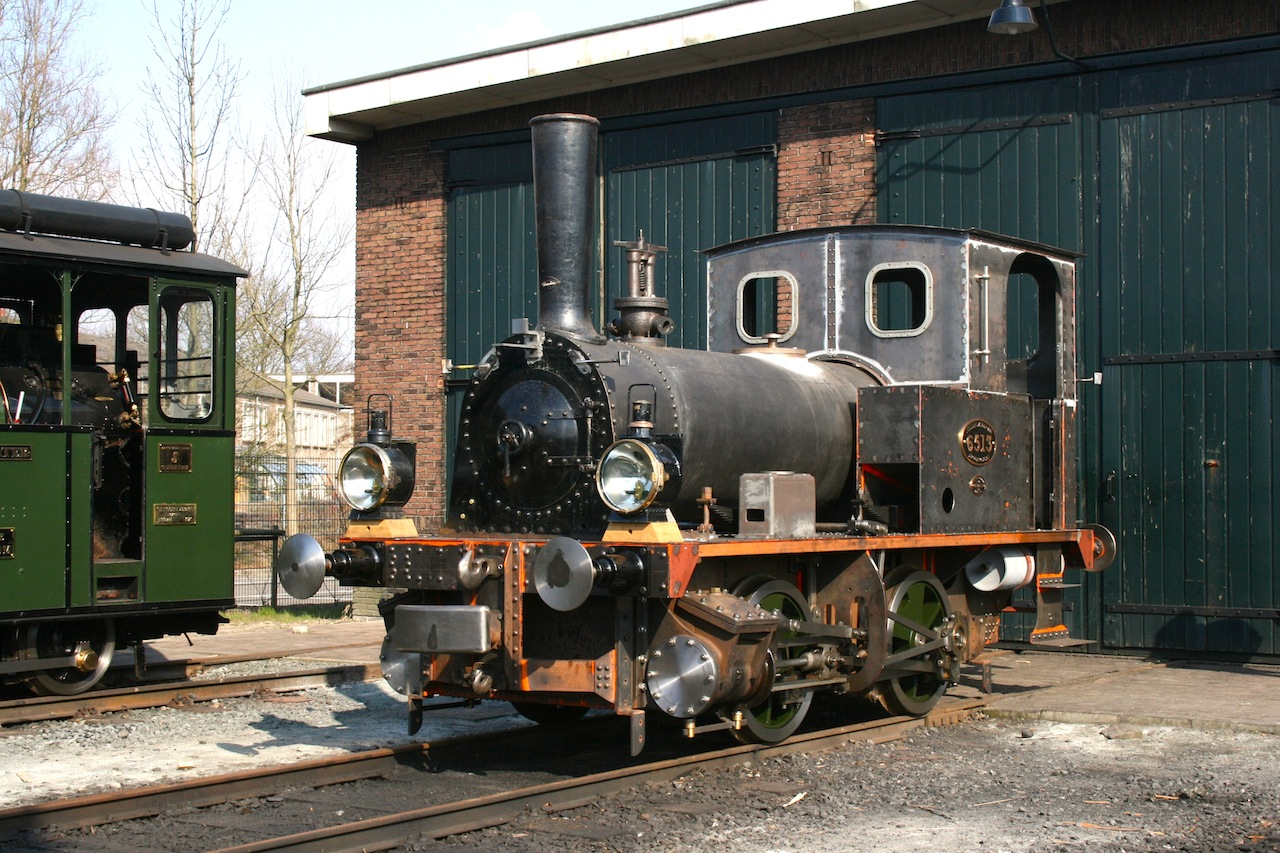
Erhaltene Lokomotive mit der Hohenzollern-Fabriknummer 413 bei den Museumstoomtram Hoorn–Medemblik (Zustand 2013)

Die Lokomotiven entstammen einem umfangreichen Programm von Tenderlokomotiven für Industrie- und Privatbahnen des Herstellers Hohenzollern, das von B-gekuppelten Lokomotiven mit etwa 100 PS bis zu E-Kupplern mit etwa 800 PS reichte. Sie wurden als Nassdampf-Lokomotiven gebaut. Der Typ Victor war die kleinste und einfachste Lokomotivtype des Herstellers.
Gleichzeitig waren die Lokomotiven eine der ersten Serien, die bei Hohenzollern entstanden. Die beiden ersten dieser Type trugen die Fabriknummern 18 und 19. Ihr Aufgabengebiet war der Rangierdienst mit einzelnen kleineren Wagengruppen auf Werkbahngleisen. Sie waren ab Werk lediglich mit einer Handbremse ausgerüstet, die indirekte Bremse erhielten sie vereinzelt durch spätere Umbauten.
Die private Datenbank www.dampflokomotivarchiv.de listet 52 Lokomotiven auf (2020). Bei den Zechen in Nordrhein-Westfalen waren weitere 44 zusätzliche Lokomotiven vorhanden. Eine größere Anzahl von Lokomotiven, die bei weiteren Privatbetrieben verkehrten, ist nicht auszuschließen.
Die Lokomotiven besaßen einen Innenrahmen mit in den Rahmenwangen eingenietetem Wasserkasten. Beidseitig des Kessels war rechts ein kleinerer äußerer Wasserkasten und links vor dem Führerhaus ein Kohlenkasten für 0,8 t Kohle. Gleich hinter der Rauchkammer lag der Wassereinlassstutzen. Der eiserne Kessel besaß eine kupferne Feuerbüchse. Die schmiedeeisernen Speichenräder waren oberhalb des Umlaufes mit Blattfedern abgefedert.
Die Lokomotiven besaßen einen relativ langen und schmalen Schornstein. Anfangs besaßen sie als Kesselaufbauten keinen Dampf- sowie Sanddom, sondern lediglich an der höchsten Stelle ein Sicherheitsventil. Einen Sandkasten, von dem aus mechanisch beide Achsen von innen besandet werden konnten, wie bei der Lok Hohenzollern 2329 zu sehen, wurde erst später angebaut. Die innere Steuerung wurde mit Flachschiebern, die schräg auf den Zylindern saßen, praktiziert. Das Dampfläutewerk und die Pfeife waren auf dem Führerhausdach untergebracht.
Die Lokomotiven waren mit Handbremse ausgerüstet, die auf beide Räder von hinten wirkte. Sie besaßen die herkömmliche Zug- und Stoßeinrichtung. Die Puffer waren als Stangenpuffer mit Evolutfeder gebaut.

## Einsatz

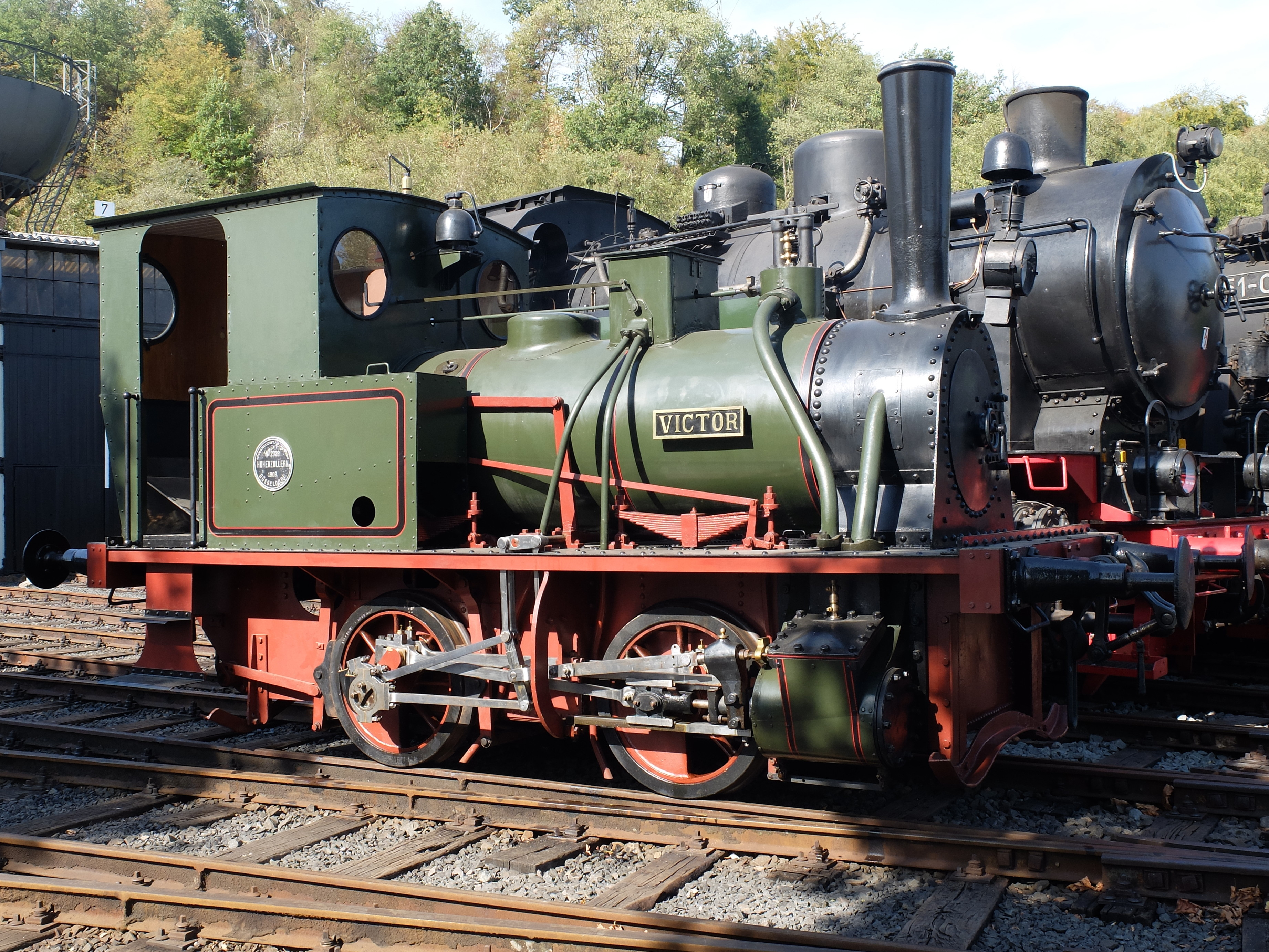
Erhaltene Lokomotive (Fabriknummer 2329) im Eisenbahnmuseum Bochum

Es gibt Lokomotiven, die ein Dienstalter von 60 Jahren erreicht haben.

### Älteste bekannte Lokomotiven
Mit den Fabriknummern 18 sowie 19 entstanden 1875 und 1876 die ersten Lokomotiven. Sie wurden auf der Zeche Prosper in Bottrop und bei der Harpener Bergbau AG eingesetzt. Die Lokomotiven galten schon um die Zeit 1930 als verschollen.

### Neuhoffnungshütte II
Die älteste erhaltene Lokomotive mit der Fabriknummer Hohenzollern 413 wurde 1888 an die Neuhoffnungshütte in Sinn geliefert. Sie war hier bis 1970 beheimatet. Zu dieser Zeit wurde sie bereits für Ausstellungen verwendet. Nach einem kurzen Einsatz bei einem Eisenbahnverein in Aschaffenburg gelangte die Lok 1977 zu der Museumstoomtram Hoorn–Medemblik in den Niederlanden, wo sie im Museumsbetrieb eingesetzt wird. Die Lokomotive ist mit neuem geschweißten Kessel seit 2017 wieder betriebsfähig.

### Theodor Wuppermann GmbH
Die Lok mit der Fabriknummer Hohenzollern 2329 wurde 1908 an die Theodor Wuppermann GmbH in Wiesdorf-Manfort verkauft. Sie war bis Anfang der 1960er Jahre in Betrieb und wurde 1963 auf einem Spielplatz in Manfort aufgestellt. Die Lokomotive stand ungeschützt im Freien. 1993 kam sie zum Westfälischen Industriemuseum (seit 2007 Westfälisches Landesmuseum für Industriekultur) und wurde an verschiedenen Standorten des Museums, der Zeche Zollern und der Zeche Nachtigall, gezeigt. Zu besonderen Anlässen wurde sie auch an anderen Standorten wie dem Eisenbahnmuseum Bochum aufgestellt.
2007 wurde sie in das Westfälische Landesmuseum für Industriekultur in Dortmund verbracht.

### Deutsche Keramit-Werke
Die Lokomotive mit der Werknummer Hohenzollern 2421 entstand 1908 und war eine der Letzten der Baureihe. Sie wurde an die Deutsche Keramit-Werke in Essen, Werk Holsterhausen verkauft. 1920 wurde sie an die Buderus-Röchling AG in Wetzlar verkauft und fuhr hier bis Anfang der 1960er Jahre. Diese Lok wurde auf einen Spielplatz in Wetzlar aufgestellt. Sie war mit einem Dampfdom ausgerüstet. 1989 wurde sie im Städtischen Bauhof in Wetzlar wiederaufgearbeitet. Danach wurde sie am Bahnhof, später an einem anderen Standort aufgestellt. 2004 wurde sie an ein Gleisbauunternehmen in Kassel gegeben.

### Weitere erhaltene Lokomotiven
Weiter sind als erhalten aufgeführt:
- Hohenzollern 371 Baujahr 1887, im Eisenbahnmuseum Jundiai São Paulo,
- Hohenzollern 471 in Kapspur, Baujahr 1888, in Taipeh.[12]